# یواس ویکلی
یواس ویکلی (انگلیسی: Us Weekly) یک مجله هفتگی افراد مشهور و سرگرمی مستقر در شهر نیویورک است. یواس ویکلی در سال 1977 توسط شرکت نیویورک تایمز تأسیس شد که آن را در سال ۱۹۸۰ فروخت. در سال ۱۹۸۶ توسط Wenner Media خریداری شد و در سال به امریکن مدیا فروخته شد. اندکی بعد، سردبیر سابق جیمز هایدنری از سمت خود کنار رفت و جنیفر پروس جایگزین او شد. مدیر ارشد محتوای امریکن رسانه، دیلن هاوارد، بر این نشریه نظارت دارد.
یواس ویکلی موضوعاتی از روابط افراد مشهور گرفته تا آخرین روند مد، زیبایی و سرگرمی را پوشش می‌دهد. از سال ۲۰۱۷، تیراژ آن به‌طور متوسط به بیش از ۱٫۹۵ میلیون نسخه در هفته و مجموع خوانندگان بیش از ۵۰ میلیون مصرف‌کننده رسید.
این مجله در حال حاضر دارای سبکی کاملاً متفاوت با قالب اصلی ۱۹۷۷–۲۰۰۰ است. این مجله که در اصل یک مجله ماهانه اخبار و بررسی صنعت در امتداد خطوط پریمیر (مجله) یا انترتینمنت ویکلی بود، در سال ۲۰۰۰ قالب خود را به موضوعات فعلی خود از اخبار و سبک افراد مشهور تغییر داد.
وب سایت Usmagazine.com در پاییز ۲۰۰۶ راه اندازی شد. علاوه بر ویژگی‌های مجله، این سایت دارای یک وبلاگ خبری مشهور، عکس‌های اختصاصی، گالری‌های فرش قرمز از اولین نمایش‌ها و رویدادها، به‌علاوه بازی‌ها، ویدیوها، آزمون‌ها و نظرسنجی‌ها است.
یواس ویکلی هر ساله چندین شماره خاص دارد، از جمله شماره‌های ویژه هالیوود، در بهار و پاییز که هالیوود جوان موضوع بهترین بدن‌ها و موضوع بهترین آرایش‌ها را جشن می‌گیرد. جلد ۵ ژوئن ۲۰۰۶، یواس ویکلی جانت جکسون در حال حاضر رکورد بیشترین فروش این نشریه را در تاریخ دارد.

## تاریخچه
به عنوان یک نشریه دو هفته‌ای در سال ۱۹۷۷، توسط شرکت نیویورک تایمز منتشر شد. این مجله قبل از اینکه اولین سود خود را در سال ۱۹۸۰ به دست آورد ضرر کرد. در اواخر همان سال به Macfadden Media فروخته شد. سپس توسط Jann Wenner در سال ۱۹۸۵ خریداری شد و بخشی از Wenner Media LLC شد که همچنین Rolling Stone و Men's Journal را منتشر می‌کند. در سال ۱۹۹۱، یواس ویکلی به یک نشریه ماهانه تبدیل شد.